# Aleksandr Martyszkin
Aleksandr Gieorgijewicz Martyszkin (ros. Александр Георгиевич Мартышкин; ur. 26 sierpnia 1943 w Moskwie, zm. 29 października 2021 tamże) – rosyjski wioślarz reprezentujący ZSRR, brązowy medalista olimpijski i dwukrotny medalista mistrzostw świata.

## Kariera
Startował na igrzyskach olimpijskich w Meksyku w 1968, gdzie reprezentanci ZSRR zajęli trzecie miejsce w tej samej konkurencji. W wyścigu finałowym Zigmas Jukna, Antanas Bagdonavičius, Wołodymyr Sterlik, Juozas Jagelavičius, Aleksandr Martyszkin, Vytautas Briedis, Wałentyn Krawczuk, Wiktor Suslin i Jurij Łoriencson uplasowali się 2,11 sekundy za osadą RFN i 1,13 sekundy za osadą Australii. Brał też udział w igrzyskach olimpijskich w Monachium w 1972, zajmując czwarte miejsce w czwórkach ze sternikiem. Walkę o medal radziecka osada przegrała z osadą Czechosłowacji o 2,07 sekundy.
W ósemkach zdobywał również srebrne medale na mistrzostwach świata w Bledzie (1966) i mistrzostwach świata w St. Catharines (1970).
Ponadto w tej samej konkurencji wywalczył: srebro na mistrzostwach Europy w Duisburgu (1965) oraz brąz na mistrzostwach Europy w Vichy (1967), mistrzostwach Europy w Kopenhadze (1971) i mistrzostwach Europy w Moskwie (1973). 
Kształcił się na Państwowym Centralnym Instytucie Kultury Fizycznej im. Lenina. W 1999 otrzymał tytuł Zasłużonego Mistrza Sportu. Po zakończeniu kariery został trenerem w Centralnym Klubie Sportowym Marynarki Wojennej. Był też między innymi dyrektorem generalnym Rosyjskiego Związku Przemysłu Artykułów Sportowych i dyrektorem handlowym Funduszu Weteranów Sportu Olimpijskiego. Pochowany na Cmentarzu Wwiedieńskim.